# Travancore
El reino de Travancore (/ˈtrævənkɔːr/ en malayalam: തിരുവിതാംകൂര്, tiruvitāṁkūr) fue un antiguo reino feudal indio (1729-1858), y posteriormente un principado indio (1858-1949), cuya capital fue la ciudad de Trivandrum y que estaba gobernado por la familia real de Travancore. El reino de Travancore se ubicaba mayoritariamente de la región que hoy en día corresponde al sur de Kerala, y al distrito de Kanyakumari (en la zona meridional de Tamil Nadu).
La historia moderna de Travancore comienza con el rey Marthanda Varma (1729-1758) quien fue conocido como el "fundador del reino de Travancore". Su reino creció con la ayuda de la Compañía Británica de las Indias Orientales. Colaboró para derrotar a la Compañía Neerlandesa de las Indias Orientales en la Batalla de Colachel en 1741 y capturó al Almirante flamenco Eustaquio de Lannoy, para ampliar su posición militar.
En 2011 se ha encontrado un gran tesoro en unas criptas del templo Shri Padmanabhaswamy, que llevaban cerradas más de 150 años. El reino toma su nombre de Thiruvithamcode en el actual distrito Kanyakumari de Tamil Nadu. A principios del siglo XIX, el reino se convirtió en un estado principesco del Imperio Británico. El gobierno de Travancore dio muchos pasos progresivos en el frente socioeconómico y durante el reinado del maharajá Sri Chithira Thirunal Balarama Varma, Travancore se convirtió en un próspero estado principesco moderno en la India británica, con logros reputados en educación, administración política, trabajo público y social. reformas.
El Reino de Travancore estaba ubicado en el extremo sur del subcontinente indio. Geográficamente, Travancore se dividió en tres regiones climáticamente distintas: las tierras altas orientales (terreno montañoso accidentado y frío), las tierras centrales centrales (colinas onduladas) y las tierras bajas occidentales (llanuras costeras).

## Monarcas
- Anizham Tirunal Marthanda Varma 1729-1758
- Karthika Thirunal Rama Varma (Dharma Raja) 1758-1798
- Balarama Varma 1798-1810
- Gowri Lakshmi Bayi 1810-1815
- Gowri Parvati Bayi (regente) 1815-1829
- Swathi Thirunal Rama Varma 1829-1846
- Uthram Thirunal Marthanda Varma 1846-1860
- Ayilyam Thirunal Rama Varma 1860-1880
- Visakham Thirunal Rama Varma 1880-1885
- Sree Thirunal Rama Varma 1885-1924
- Sethu Lakshmi Bayi (regente) 1924-1931
- Chithira Thirunal Balarama Varma 1931-1949